# Metasia minimalis
Metasia minimalis là một loài bướm đêm trong họ Crambidae.